# ウィリアム・T・アンダーソン
ウィリアム・T・アンダーソン（英: William T. Anderson、1839年 - 1864年10月26日）は、通称のブラッディ・ビルの方が良く知られたアメリカ合衆国のゲリラ戦指導者である。南北戦争の間に南軍側に立って、ミズーリ州とカンザス州で、北軍に忠実な者や兵士を標的に、破壊的で時に残酷なゲリラ活動を続けたいわゆるブッシュワッカーの代表的な一人として知られる。

## 概要
アンダーソンはカンザス州で南部出身者の家庭に育ち、1862年には馬を盗んで売りさばくことで独り立ちを始めた。父親が北軍に忠実な判事に殺された後、カンザスを離れてミズーリ州に入った。そこでは旅人から金品を奪い、数人の北軍兵を殺した。1863年初期、ミズーリ州で活動していた南軍寄りゲリラ集団であるクァントリルの襲撃隊に加わった。アンダーソンはゲリラ戦の腕を上げ、集団の指導者であるウィリアム・クァントリルやジョージ・M・トッドの信頼を得た。アンダーソンがゲリラ戦を行ったことで、北軍はその姉妹数人を投獄した。姉妹の一人が監獄で死亡した後は、その復讐に掛けることになった。ローレンスの虐殺では指導的な役割を果たし、後にはブレア砦の戦いに参戦した。
1863年後半、クァントリルの襲撃隊がテキサス州で冬を過ごしている間に、アンダーソンとクァントリルの間の反感が大きくなった。アンダーソンは、おそらく偽計により、クァントリルを殺人事件に巻き込み、南軍当局に逮捕させた。その後アンダーソンは襲撃隊の指導者としてミズーリ州に戻り、州内で最も怖れられるゲリラになった。州中央部で、数多い北軍兵士やその同調市民を襲い、殺した。北軍支持者はアンダーソンを手に負えない悪だと見ていたが、州内の南軍同調者はその行動を正当化した。これは南軍同調者が北軍から虐待されたことも要因になった可能性がある。1864年9月、アンダーソンはミズーリ州セントラリアへの襲撃を率いた。このとき予想もしていなかった旅客列車を捕獲でき、それは南軍側ゲリラとしては初のことになった。列車の中にいた北軍兵24名を殺し、さらにその日遅くに北軍民兵隊100名以上を待ち伏せして殺した。これはセントラリア虐殺と呼ばれることになり、恐らく南北戦争中でも最大級かつ残酷なゲリラ活動となった。その1か月後、アンダーソンは戦闘中に殺された。歴史家はアンダーソンについて様々な評価を下している。残酷で気違いじみた殺人者と見る者がおれば、当時一般的だった無法状態と切り離してはその行動を理解できないとする者もいる。

## 初期の経歴
アンダーソンは1839年に、ケンタッキー州ホプキンス郡で、ウィリアム・C・アンダーソンとマーサ・アンダーソンの夫妻の息子として生まれた。兄弟にはジム、エリス、メアリー・エレン、ジョセフィン、ジェイニーがいた。学校時代の級友は躾が良く控えめな子供だったと言っていた。子供時代に、家族はミズーリ州に転居し、父が農場で雇われ、尊敬されるようになった。1857年、家族はさらにカンザス州に転出し、サンタフェ・トレイルを南西に辿って、カンザス州カウンシルグローブの東13マイル (21 km) の地に入った。
アンダーソン家は奴隷制度を支持していたが、奴隷を所有していなかった。カンザス州に移ったことは政治的な理由ではなく、経済的なものだった可能性が強い。当時のカンザス州（カンザス準州）では奴隷制度に関する議論が活発に行われており、そこを奴隷州にしないために北部の住人が多く移住してきていた。これらの移民と南部側同調者の間の敵意が大きくなっていたが、カウンシルグローブ周辺ではそれほど混乱は無かった。アンダーソン家はカウンシルグローブ近くに入った後、南部側同調者だった土地の判事A・I・ベイカーと親しくなった。1860年までにアンダーソンは320エーカー (1.28 km2) の土地の共同所有者となっており、その価値は500ドルだった。家族の資産は1,000ドルほどになっていた。1860年6月28日、母のマーサが雷に打たれて死亡した。
1850年代後半、兄弟のエリスがインディアンを殺した後にアイオワ州に逃亡した。これと同じ頃、アンダーソンはカウンシルグローブの郊外でコー族の一員に致命傷を負わせた。アンダーソン自身はその男が彼に強盗を働こうとしたと言っていた。アンダーソンは父が働いていた荷物運送業に加わり、ニューメキシコ州に向かう輸送隊では副長の地位を与えられた。この輸送は失敗だった。荷物無しにミズーリ州に戻ってきて、自分の馬が荷物と共に消えたと言っていた。カウンシルグローブに戻ったアンダーソンは馬の取引を始め、カンザス州の町から連れてきた馬をミズーリ州に輸送し、さらに多くの馬を連れて戻ってきた。

## 馬取引と無法行為
1861年に南北戦争が始まると馬に対する需要が大きくなり、アンダーソンは通常の馬取引から、盗んだ馬を遠くはニューメキシコ州まで転売する方向に転身した。アンダーソンは兄弟のジムや友人のリー・グリフィスと共同し、サンタフェ・トレイルでは数人の仲間を引き入れた。1861年後半、ジムやベイカー判事と共に南に行ったが、これは明らかに南軍に加わろうとしていた。アンダーソンは隣人にむかって、南軍に対する忠誠というよりも金のために戦いたいと話していた。しかし、この集団はミズーリ州バーノン郡で北軍の第6連隊カンザス志願騎兵隊に攻撃された。この騎兵隊は彼等が南軍のゲリラだと判断した可能性がある。アンダーソン兄弟は逃亡したが、ベイカーが捕まり3か月拘留された後にカンザス州に戻ってきた。ベイカーは北軍に対する忠誠を誓わせられていた。ベイカーが北軍に忠実であることを証明する1つの方法は、元愛人であるアンダーソンの姉妹メアリーとの関係を絶つことだった。
アンダーソンはカンザス州に戻ると馬の取引を続けたが、地域の牧場主は彼の行動に気付くようになっていた。1862年5月、ベイカーは、アンダーソンが匿っていたグリフィスに逮捕令状を発行した。幾人かの地元市民が、アンダーソン家はグリフィスを助けていると疑い、その家に押しかけて父のウィリアム・C・アンダーソンと対峙した。父は息子に対する告発を聞いた後で怒りだし、特にベイカーが関わっていることに腹を立てた。翌日父は銃を持ってカウンシルグローブの郡庁舎に出掛け、ベイカーに令状を取り消させるつもりだった。彼が建物に入ると直ぐに警官に拘束され、ベイカーに銃で撃たれて致命傷を負った。アンダーソンが父を埋葬した後で、グリフィスを助けた容疑で逮捕された。しかし、令状に関する問題があって直ぐに釈放され、リンチに合うことを怖れてアグネスシティに逃亡した。そこでベイカーに出会い、一時的に弁護士を付けられることで宥められた。アンダーソンはアグネスシティに留まっていたが、ベイカーの正当防衛が法務当局に認められたので、ベイカーは起訴されないことが分かった。アンダーソンは怒り、兄弟と共にミズーリ州に向かった。アンダーソンと兄弟のジムはその後カンザスシティの南西に旅し、旅人から金品を奪って生活していた。
1862年7月2日、ウィリアムとジムはカウンシルグローブに戻り、仲間の一人をベイカーの家に送って物資を求めている旅人だと言わせた。ベイカーとその義兄弟がその男を店に連れて行ったところで、アンダーソン兄弟に待ち伏せされた。短時間の銃撃戦の後、ベイカーとその義兄弟は店の地下室に逃げ込んだ。アンダーソン兄弟は地下室への入り口を封鎖し、店に火を付けてベイカーとその義兄弟を殺した。アンダーソン兄弟はベイカーの家も燃やし、その馬2頭を盗んだ後、サンタフェ・トレイルを通ってミズーリ州に戻った。
アンダーソン兄弟はビル・リードという男とギャング団を結成した。1863年2月、「レキシントン・ウィークリー・ユニオン」紙が、リードはギャング団の首領だと報じていた。歴史家ブルース・ニコルズが2003年に出した「南北戦争時のミズーリ州の歴史」では、その年（1863年）7月半ばまで、リードがギャング団を率いていたと述べている。南軍側ゲリラ指導者のウィリアム・クァントリルが7月に彼等と出会い、南軍同調者に強盗を働いたことを叱ったと後に主張していた。アルバート・カステルとトム・グッドリッチによるアンダーソンの伝記では、この叱責でアンダーソンがクァントリルに深い恨みを抱くようになったと推測している。アンダーソンとそのギャング団は、クァントリルが強盗で自活を続けている縄張りを避けるためにミズーリ州ジャクソン郡の東側に移動した 。彼等は北軍兵も攻撃し、1863年までに7名を殺した。

## クァントリルの襲撃隊

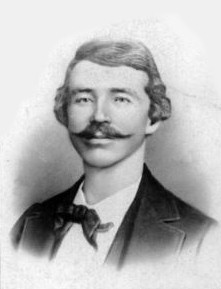
ウィリアム・クァントリル、アンダーソンは1863年にクァントリルの下で仕えた

ミズーリ州は南北戦争を通じて北軍の存在が大きかったが、南軍に同調する市民も多かった。1861年7月から終戦まで、ミズーリ州内でゲリラの犠牲になった者が25,000人おり、他のどの州よりも多かった。南軍の将軍スターリング・プライスが1861年にミズーリ州の支配を狙った攻勢に失敗してアーカンソー州に撤退すると、北軍の支配に対抗するのはゲリラ部隊のみとなった。クァントリルは当時のカンザス州からミズーリ州に掛けての地域で最も傑出したゲリラ指導者だった。1863年初期、ウィリアムとジムのアンダーソン兄弟はジャクソン郡に行って、クァントリルの隊に加わった。アンダーソンは当初他の隊員から冷たい待遇を受けた。彼等はアンダーソンを厚かましく自信過剰だと見ていた。
1863年5月、アンダーソンはカウンシルグローブの近くで略奪を行うクァントリルの襲撃隊員に加わり、町の西15マイル (24 km) にあった店の強奪に入った。この強奪後カンザス州とミズーリ州の州境から約150マイル (240 km) の地点で、大部隊の自警団を率いた連邦保安官に遮られた。その後に起きた戦闘で襲撃隊の数人が捕獲されるか殺され、アンダーソンを含む残りのゲリラは小集団に別れてミズーリ州に帰った。カステルとグッドリッチは、この襲撃がクァントリルにカンザス州の奥深く攻撃をかけるというアイディアを生ませたと推量している。州境は守りが薄く、北軍が気付く前にゲリラ部隊がカンザス州に深く侵攻できることが示されたからだった。
1863年初夏、アンダーソンは少尉となり、ジョージ・M・トッドが率いる部隊に入った。6月と7月、アンダーソンはカンザスシティのウェストポートやミズーリ州ラファイエット郡での襲撃に加わり、北軍兵を殺した。「アメリカ南北戦争の公式記録」に初めてアンダーソンの名前が出るのはこの時の活動についてであり、ゲリラ部隊の隊長として記述されている。アンダーソンは30ないし40名の兵士を指揮し、そのうちの1人が当時18歳のアーチー・クレメントだった。クレメントはアンダーソンにのみ忠実であり、拷問や遺体切断を好むところがあった。7月下旬までにアンダーソンは襲撃のためのゲリラ部隊を率い、北軍の志願騎兵隊に追われることも多かった。アンダーソンはクァントリルの下に就いていたが、単独で攻撃を率いることもあった。
クァントリルの襲撃隊はジェファーソン郡内に支援網を持っており、多くの隠れ家も提供されていた。アンダーソンの姉妹達は北軍支配下の領域で情報を収集してゲリラを助けていた。しかし1863年8月、北軍の将軍トマス・ユーイング・ジュニアがゲリラの女性関係者を逮捕することでゲリラの動きを挫こうと考え、アンダーソンの姉妹達は他の多くの女性達とともに、カンザスシティのグランド・アベニューにある3階建ての建物に拘禁された。その拘禁中に建物が倒壊し、アンダーソンの姉妹の一人が死んだ。その後、その建物は北軍兵によって意図的に破壊工作が行われていたという噂が急速に広まった。アンダーソンはそれが念入りに仕組まれたことだったと確信した。伝記作者のラリー・ウッドは、姉妹の死後にアンダーソンの動機が変化し、殺人が中心であり、楽しみを求めた行動になったと記した。カステルとグッドリッチは、当時のアンダーソンにとって殺人が目的のための手段以上のもの、すなわち目的そのものになったと主張している。

### ローレンス虐殺

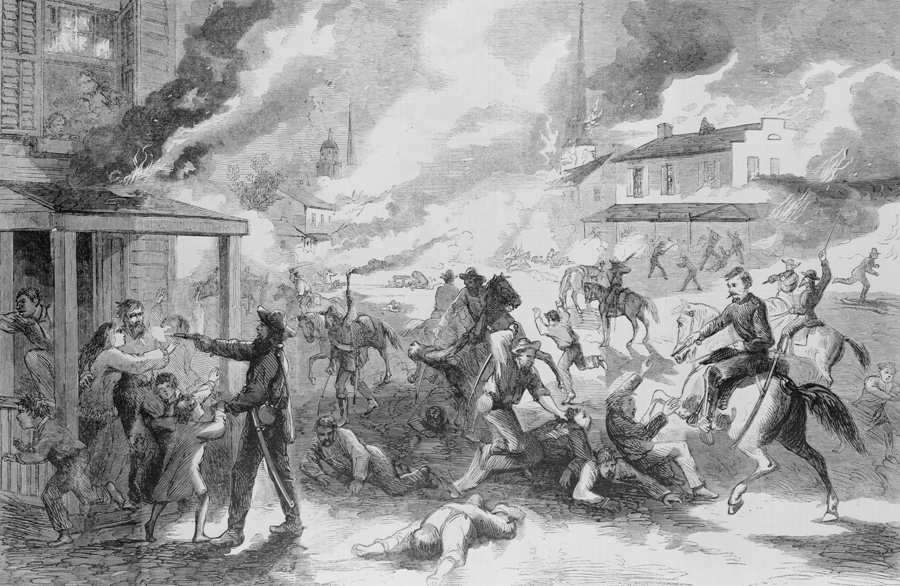
ローレンス虐殺を描いた絵画、アンダーソンが主導的役割を果たしてた

カンザスシティのビルが崩壊する前に、クァントリルはカンザス州ローレンスの襲撃というアイディアを考えていたが、死人が出たことで大胆な襲撃を行う決心がついた。クァントリルは全会一致に近い同意を得て、北軍の支配地40マイル (64 km) を移動してローレンスを襲撃することにした。ゲリラ隊はジョンソン郡のブラックウォーター川で集合した。アンダーソンは40名の隊員を任されたが、おそらくその中でも最も怒りを感じ、最も動機が強かった。隊員はアンダーソンのことを最大級に恐ろしい戦士だと見なした。8月19日、この戦争中に一人の指揮者の下についた最強のゲリラであることを証明することになった集団がローレンスへの途についた。途中で北軍支持者から強奪するゲリラもいたが、アンダーソンは強奪された男を知っており、その賠償を行った。
ゲリラ隊はローレンスに到着すると直ぐに多くの北軍補充員を殺し、隊員の一人がその軍旗を取り上げた。憲兵を指揮していた北軍の大尉でカンザス州の憲兵司令官がゲリラに降伏し、アンダーソンがその制服を取り上げた（ゲリラは北軍兵から制服を盗むことが多かった）。ゲリラ隊は多くの建物を略奪しては火を付け、見つけた者ほとんど全てを殺したが、女性は撃たないようにしていた。アンダーソンは自ら14人を殺した。命乞いをする者もいたが、容赦なく殺した。しかしある女性がその家に火をつけないよう請うたときは逡巡した。アンダーソン配下のゲリラの中でも、アーチー・クレメントとフランク・ジェイムズは他の誰よりも多くを殺した。北軍の1個中隊が町に近付いてきていたので、ゲリラ隊は午前9時に町を離れた。ゲリラ隊は北軍に追跡されたが、最終的にはそれを振り切り、ミズーリ州の森の中に散開した。この追跡の間に北軍と同盟するレナペ族インディアンがゲリラの死体から頭皮を剥いだ後、ゲリラの1人の指揮者が頭皮を剥ぐ習慣を採用することを誓った。

## テキサス州

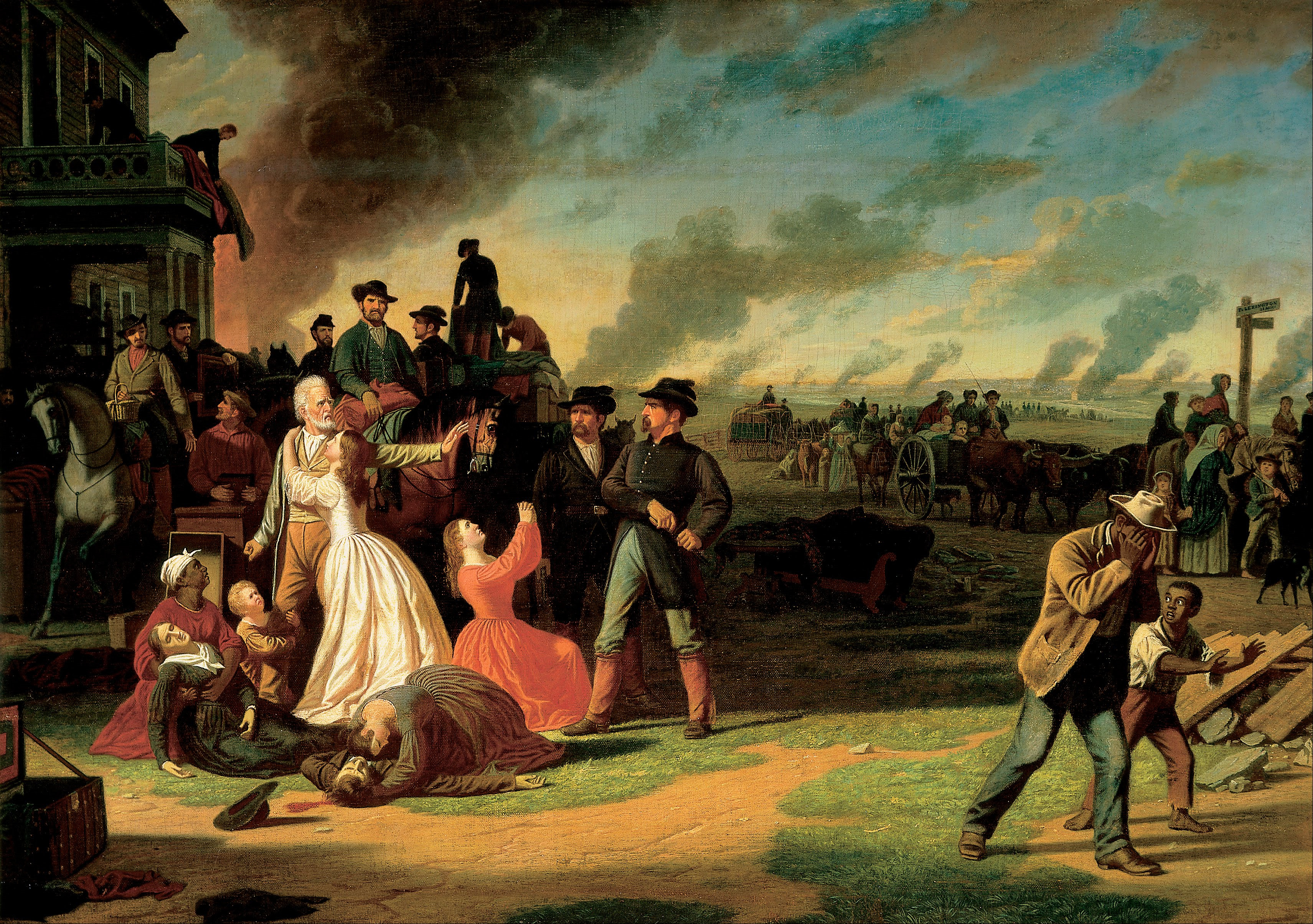
画家ジョージ・ケイレブ・ビンガムの描く一般命令11号、ローレンス虐殺に対応して発されることになった

1863年8月25日、ユーイング将軍は一般命令11号を発することでゲリラに対する復讐を行った。これはミズーリ州の4郡からおよそ2万人を退去させ、その家屋の多くを焼き尽くす非常命令だった。この命令はミズーリ州にあるゲリラの支援網を奪うことが意図された。10月2日、クァントリルの指揮下に450名のゲリラがジャクソン郡のブラックウォーター川に集まり、テキサス州に向かって出発した。
彼等は北軍の圧力が強まっていたために、予定より早く出発した。途中でブレア砦のあるカンザス州バクスターに入った。ゲリラ隊は10月6日に砦を攻撃したが、90名いた砦守備隊は内部の避難所に逃れ、最小の損失に抑えた。この最初の攻撃から直ぐ後に、北軍の大部隊が砦に近付いていた。この部隊は砦が攻撃されたことを知らず、また砦の外にいる北軍の制服を着た兵士達が実際には扮装したゲリラであることも分からなかった。ゲリラ隊はこの北軍部隊を攻撃し、約100名を殺した。アンダーソンとその部隊は攻撃の後方にいたが、死んだ兵士から大量の物資を集めた。このことは前線にいたゲリラ兵をいらつかせた。アンダーソンとトッドは殺した兵士の数に満足せず、砦への再攻撃を望んだが、クァントリルは危険性の方が高いと考えた。部隊兵に撤退を命じたことでアンダーソンを怒らせてしまった。
10月12日、クァントリルとその部隊はカナディアン川でサミュエル・クーパー将軍と会し、冬の間に休息をとるためにテキサス州ミネラルスプリングスに進んだ。アンダーソンは酒場で働いていたシャーマン出身の女性ブッシュ・スミスと結婚した。アンダーソンは、その結婚を終戦後まで待った方が良いというクァントリルの助言を無視し、その後クァントリルの部隊兵とも訣別した。2つの集団の間の緊張が大きく高まり、交戦状態が生まれることを怖れた者もいたが、結婚のときまでにその関係は改善された。アンダーソン夫妻はシャーマンに建てた家に住み、一児をもうけたが、夭逝した。1864年3月、プライス将軍の命令で、クァントリルは隊員を再結集させ、その大半を派遣して南軍との共同任務に就かせた。クァントリルは84名を手元に置き、アンダーソンとも仲直りした。クァントリルはアンダーソンを中尉に指名したが、中尉はアンダーソンとトッドだけだった。
それから間もなく、アンダーソンの部下の1人がクァントリルの部下から盗みを働いたと告発された。クァントリルはその男を追放し、戻ってくるなと警告したが、その男が戻ろうとしている時にクァントリルの部下数人に撃たれ致命傷を負った。この事件がアンダーソンを怒らせた可能性が強く、20名を率いてシャーマンの町を訪れた。彼等はクーパー将軍に、クァントリルがある南軍士官の死について責任があると告げた。クーパー将軍はクァントリルを逮捕させた。歴史家のサザランドはアンダーソンのクァントリルに対する裏切りを、「ユダ」の裏切りに擬えた。クァントリルは留置所に入れられたが直ぐに逃亡した。アンダーソンはクァントリルを再逮捕するために追いかけるよう命令されたが、その行方が掴めないままにあるクリークで停止した。そこで部隊はクァントリルに忠実なゲリラ兵集団と交戦したが、この衝突では誰も負傷しなかった。アンダーソンが南軍の指導部に戻ると、プライス将軍から大尉に任官された。

## ミズーリ州への帰還
アンダーソンとその部隊はテキサス州で数か月間休むとミズーリ州に戻った。アンダーソンは北軍のエグバート・B・ブラウン将軍が州境地域に特別の関心を払っていることを知ったが、ミズーリ州クーパー郡やジョンソン郡で襲撃を行い、地元住民から金品を強奪した。6月12日、アンダーソンと50名の部隊が15名のミズーリ州民兵隊と交戦し、12名を殺して所持品を奪った。この攻撃後、アンダーソンの部下が死んだ民兵1名の頭皮を剥いだ。翌日ジャクソン郡南東部で、アンダーソン隊は北軍第1北東ミズーリ騎兵隊の隊員を運んでいた荷車列を襲い、9名を殺した。この攻撃で、「カンザスシティ・デイリー・ジャーナル・オブ・コマース」は地域を反逆者が支配していると宣言することになった。アンダーソン隊は殺した北軍兵から奪った制服を着て北軍を装っていた。北軍民兵隊は北軍制服を着て近付いてくる部隊がゲリラではないことを実証するために手信号を開発した。しかし、ゲリラは直ぐにその信号を理解したので、北軍に倦んでいた地元市民は北軍部隊が偽装したゲリラであることを怖れるようになった。
7月6日、ある南軍同調者がアンダーソンに関する記事が載っている新聞を持ってきた。アンダーソンはその記事の批判的な調子に動揺して、その出版者に手紙を送った。その手紙では傲慢で強圧的だが、ふざけた調子でその攻撃のことを自慢していた。ゲリラとその同調者を処刑したことに抗議し、レキシントンの町を攻撃すると脅していた。手紙の締めくくりは自分のことを「カンザス第1ゲリラ隊」の指揮官と表現し、地元新聞にその返事を掲載するよう要請していた。この手紙は北軍の将軍達に渡され、その後20年間出版されることはなかった。
7月初旬、アンダーソン隊はキャロル郡とランドルフ郡で北軍同調者数人を襲い殺した。7月15日、ハンツビル市に入り、町の事業地区を占領した。アンダーソンは連邦保安官ではないかと疑ったホテルの利用客1人を殺したが、そこで見つけた知人とは快活に話をした。隊員は町の倉庫を略奪して4万ドルを得たが、アンダーソンはホテルで出会った友人に幾らかを返却した。

### 不法行為の拡大

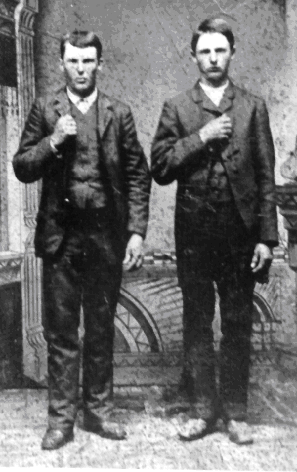
ジェシー・ジェイムズとフランク・ジェイムズ、1872年、アンダーソンの下で仕えた8年後の姿

1864年6月、トッドがクァントリル隊の指揮権を奪い、クァントリルを地域から去らせた。トッドは7月に隊員を休ませ、南軍によるミズーリ州侵略に備えさせた。クァントリルとトッドが活動していない中で、アンダーソン隊はミズーリ州で最も良く知られ、最も怖れられたゲリラ隊となった。8月までにミズーリ州の新聞である「セントジョセフ・ヘラルド」が、アンダーソンのことを「悪魔」と表現するようになっていた。アンダーソンが目立つようになると、さらにゲリラ兵を募ることができた。アンダーソンは選別を行うことができ、自分に類似する戦士を求めていたので、最も激烈な志願者以外は全て去らせた。その恐ろしい評判が徴兵活動を活気づけた。この時期にジェシー・ジェイムズが兄弟のフランク・ジェイムズと共に応募し、後に有名な無法者となった（ジェイムズ＝ヤンガー・ギャング）。北軍のクリントン・B・フィスク将軍はその部下にアンダーソンを見つけて殺すように命じたが、アンダーソンの支援網とその部隊の優秀な訓練と武器によって妨げられた。多くの民兵隊員が徴兵されたが、ゲリラの大胆さや決断力には欠けていた。1863年に北軍の大半はミズーリ州を離れており、4個連隊が残っているだけだった。これら連隊は州外からの兵士で構成されており、彼等は地元住民を虐待することがあったので、さらにゲリラやその支援者に動機を与えた。北軍の民兵は鈍い馬に乗っていることがあり、アンダーソンの評判に怖じ気づかされていた可能性がある。
1864年7月23日、アンダーソンは65名を率いてレニックの町に入り、店舗から強奪し、途中にあった電信線を切断した。彼等は列車を攻撃できると期待していたが、その車掌が彼等の出現を知って、町に着く前に引き返させていた。ゲリラ隊は続いてアレンの町を攻撃した。第17イリノイ騎兵連隊とミズーリ州民兵隊の少なくとも40名が町に居たが、砦に逃げ込んでいた。ゲリラ隊が守備隊の馬を撃ち倒しただけの時に、北軍の援軍が到着しアンダーソン隊の3名を殺した。7月下旬、北軍は100名の武装の整った部隊と他に650名を派遣してアンダーソン隊を追わせた。7月30日、アンダーソン隊は地元民兵隊指揮官の年取った父親を誘拐した。ゲリラ隊はその老人を死ぬ寸前まで拷問し、その息子には待ち伏せの場所に誘き出すような伝言を送った（待ち伏せは成功しなかった）。その後に父親を釈放し、その虐待について噂を広めるよう指示を与えた。8月1日、民兵隊を探している間にアンダーソンと隊員数名が女性で溢れている家に立ち止まり、食事を求めた。そこで休んでいる間に、地元民の集団が攻撃を仕掛けてきた。ゲリラ隊は直ぐにその攻撃者を追い払い、アンダーソンが家から逃げだそうとした女性を撃って負傷させた。この行動で女性の保護者と思っていた隊員を怒らせたが、アンダーソンはそのようなことは避けられないものだと行って隊員を黙らせた。アンダーソン隊は攻撃してきた者達を追撃して1人を殺し、その体を切断した。1864年8月までに殺した兵士の頭皮を剥ぐのが常態になっていた。
8月初旬、アンダーソン隊はクレイ郡に移動した。この頃、「セントジョセフ・モーニング・ヘラルド」紙は、捕虜になった北軍兵に対する拷問の証言を取り上げて、アンダーソンを「無慈悲な悪党」と呼んでいた。8月10日、クレイ郡を通過中に25名の民兵隊と交戦し、5名を殺し、残りは逃亡させた。この戦闘について耳にしたフィスク将軍は1人の大佐にアンダーソンを殺すことを唯一の目標として部隊を率いて行くよう指示した。

### ミズーリ川とファイエット
8月13日、アンダーソン隊はレイ郡をミズーリ川に向かって移動し、そこで北軍民兵隊と交戦した。この北軍を撃退したものの、この交戦でアンダーソンとジェシー・ジェイムズが負傷し、部隊は休息のためにブーン郡に後退した。8月27日、ロシェポート近くで起きた戦闘で北軍は少なくともアンダーソン隊の3名を殺した。翌日、第4ミズーリ志願騎兵連隊がアンダーソン隊を追跡したが、アンダーソンは待ち伏せを仕掛け、北軍兵7名を殺した。アンダーソン隊の部下が死体を切断し、「コロンビア・ミズーリステイツマン」紙から「人間の形をした悪魔」と呼ばれるようになった。8月30日、アンダーソン隊はミズーリ川の蒸気船を攻撃し、船長を殺して船の指揮権を奪った。彼等はその船を使って他の船を襲ったので、川の交通は事実上止まった。9月半ば、北軍兵士がハワード郡を移動中にアンダーソン隊の中の2隊に不意打ちを掛け、1日に5人を殺した。北軍兵はゲリラの馬が北軍兵の頭皮で飾られていることを見つけた。その直後にアンダーソン隊の6名が北軍に待ち伏せを受けて殺された。アンダーソンはこれらの事実を知ると、激怒し、報復の道を探るためにその地域を離れた。
アンダーソンは1864年9月24日にトッドとクァントリルに出会った。彼等は以前に衝突したことがあったが、共同して動くことに合意した。アンダーソンはミズーリ州ファイエット市を拠点としていた第9ミズーリ騎兵隊を標的とする攻撃を提案した。クァントリルは、ファイエットの町の防御が固められているのでその案を好まなかったが、アンダーソンとトッドの意見が通った。ゲリラ隊は北軍の制服を着ていたので、町に近付いても何の疑念も抱かせなかった。町は近くにいるゲリラから警告は受けていた。しかし、ゲリラ隊が町に入る前に発砲したので、騎兵隊は直ぐに砦の中に入り、市民は隠れた。アンダーソンとトッドは砦に攻撃を掛けたが成功せず、何度も無益な突撃をしかけたが成果をだせなかった。その結果はゲリラは5人が戦死し、北軍側は2人が戦死しただけだった。これがアンダーソンの頭に来た。
9月26日、アンダーソン隊はモンロー郡に到着し、パリスに向かったが、近くに他のゲリラ隊がいることを知り、オードレイン郡近くで彼等と落ち合った。アンダーソン隊はトッドを含め少なくとも300名で宿営した。大集団にはなっていたが、近くの大きな町はすべて防御が固められていたので、格好の攻撃目標が無かった。

## セントラリア襲撃
9月26日朝、アンダーソンは北軍を偵察するために約75名の兵士を率いて宿営地を離れた。間もなくセントラリアという小さな町に到着して、そこに侵攻し、人々から強奪し、町で金になるものを探した。彼等は大量のウィスキーが保管されているのを見つけ、全員が飲み始めた。アンダーソンは町のホテルのロビーまで退いて酒を飲み、休憩した。間もなく駅馬車が到着したので、アンダーソン隊員がアメリカ合衆国下院議員のジェイムズ・S・ローリンズや私服の保安官を含めた乗客から強奪した。ローリンズ等は著名な北部支持者であり、ゲリラには素性を明かさなかった。ゲリラが駅馬車の乗客から金品を奪っているときに列車が到着した。ゲリラは線路を閉鎖し、列車を止めさせた。アンダーソン隊は直ぐに列車の支配権を確保したが、乗客の中には休暇中の北軍兵23名も入っていた。南北戦争中に北軍の旅客列車が捕獲されたのは、これが初めてのことだった。
アンダーソンはその隊員に乗客の女性には暴行しないよう命じたが、隊員は男性全てを脅し、総額で9,000ドル以上の金を集め、兵士の制服を奪った。アンダーソンは北軍兵を一列に並ばせ、そのうちの一人を捕虜交換のために残す他は処刑すると告げた。その捕虜達に、北軍兵から受けたゲリラへの待遇に対する報復を行うと話した。捕虜交換のために残す1人の軍曹を選別した後、アンダーソン隊は残りの兵士を射殺した。市民捕虜に対しては立ち去ることを認めたが、消火にあたったり、遺体を動かしたりしないよう警告した。町に下院議員がいることは知らされたが、敢えて探そうとはしなかった。ゲリラは客車に火を付け、接近してくる貨物列車を遅らせた。その後アンダーソン隊は大量の捕獲品を持って宿営地に戻った。

### 北軍兵との戦闘
アンダーソンは宿営地に戻ってその日の出来事を報告したが、その残酷さがトッドを不安にさせた。その日の午後半ばまでに第39ミズーリ志願歩兵連隊がセントラリアに到着していた。町で約120名のゲリラを見つけて追撃した。騎兵隊が接近していることをゲリラから聞いたアンダーソンは1隊を送って待ち伏せさせた。彼等は北軍兵をある丘の頂部まで引きつけた。アンダーソンが率いる1隊は丘の下で待ち、他のゲリラは近くに隠れた。その後にアンダーソンが丘に向かって突撃を掛けさせた。北軍による最初の一斉射撃でゲリラ兵5名が殺されたが、直ぐに武装の整ったゲリラ兵に圧倒されるようになり、逃げ出した者は追撃された。1人の北軍士官がセントラリアまで逃げ延びて待ち伏せのことを伝えたので、町に残っていた幾らかの兵士は逃げ出すことができた。しかし、大半の兵士は追われて殺された。アンダーソン隊は兵士の死体を切断し、生き残っている者は拷問に掛けた。
アンダーソン隊はこの戦闘で北軍兵125名を殺し、列車の22名と合わせて、南北戦争の中でも最大級のゲリラによる勝利となった。アンダーソンにとっても最大の勝利であり、その残酷さや被害の多さではローレンスやバクスタースプリングスでの実績を超えていた。この攻撃で地域での列車運行がほとんど止まり、北軍は線路の安全確保の備えを劇的に増やすことになった。アンダーソンはクァントリルが以前得ていたような悪名を獲得し、クァントリルを超えたことを示す意味もあって、「アンダーソン大佐」と自称するようになった。サザランドはこの虐殺をミズーリ州における戦争の最悪段階では最後のものと見ており、カステルとグッドリッチはこの大量殺戮を南北戦争における「野蛮さの縮図」と表現した。しかし、この攻撃に参加したフランク・ジェイムズは後にゲリラの行動を弁護して、北軍は黒い旗の下に進軍してきており、それは如何なる慈悲も示さない意図を表していたと論じていた。

## セントラリアの後日談
アンダーソン隊は9月28日にセントラリアを離れ、初めて大砲を備えた北軍に追われることになった。アンダーソンは追撃を避けるために、北軍が待ち伏せを怖れて入っては来られないような谷に隊員を誘導した。前日の戦闘後、北軍兵は報復のために南軍同調者の市民数人を殺していた。10月2日にはロシェポートの町を焼いて灰燼に帰させた。この町は南軍同調者が多かったために北軍が監視を続けていた。しかしフィスク将軍はその火事が事故によるものだと主張した。アンダーソンは近くの崖の上からその火を眺めた。
アンダーソンは移動する間に南軍同調者を訪ねており、その中には激しく憎んでいる北軍と戦っている英雄としてアンダーソンを見る者もいた。アンダーソン隊の多くの兵士も北軍を軽蔑しており、アンダーソンはその感情を焚きつける名人だった。隊員の多くは北軍兵捕虜の処刑を望んだが、アンダーソンが許さなかった。10月6日、アンダーソン隊はブーンビルでプライス将軍と会うために移動した。プライスは、アンダーソンがその馬を飾るために頭皮を使っていることを嫌悪し、それを外してしまうまで話をしようとはしなかった。しかし、アンダーソンの攻撃の成果については印象づけられた。アンダーソンはプライスに北軍の素晴らしい拳銃を送った。それはセントラリアで捕獲した可能性がある。プライスはアンダーソンにミズーリ鉄道に行って列車の運行を妨害するよう指示し、アンダーソンを「事実上」南軍大尉に任官した。
アンダーソンは80名を率いて70マイル (110 km) 東のニューフローレンスに移動した。その後は西に動いてプライス将軍から与えられた任務を無視し 、略奪に動いた。アンダーソンは南軍宿営地に到着し、捕虜となっている北軍負傷兵を殺そうとしたが、軍医に止められた。ジョセフ・O・シェルビー将軍配下の南軍がグラスゴーの町を占領した後、アンダーソン隊はその町の略奪のために入った。アンダーソンは町で一番裕福で著名な北軍同調者の家を訪れ、残酷に彼を殴り、12, 3歳の黒人召使いを強姦した。その市民が他の奴隷を逃亡させていたことや、特に訓練された馬で彼を蹴らせたことで、特に怒っていることを示した。地元住民は5,000ドルを集め、アンダーソンに渡したので、アンダーソンはその市民を解放したが、その市民はこの時の傷がもとで1866年に死亡した。アンダーソンは他にも北軍同調者数名を殺し、隊員は裕福な住民の家に戻ってその女性召使いを強姦した。アンダーソンは150名の兵士と共にその地域を離れた。

## アンダーソンの死

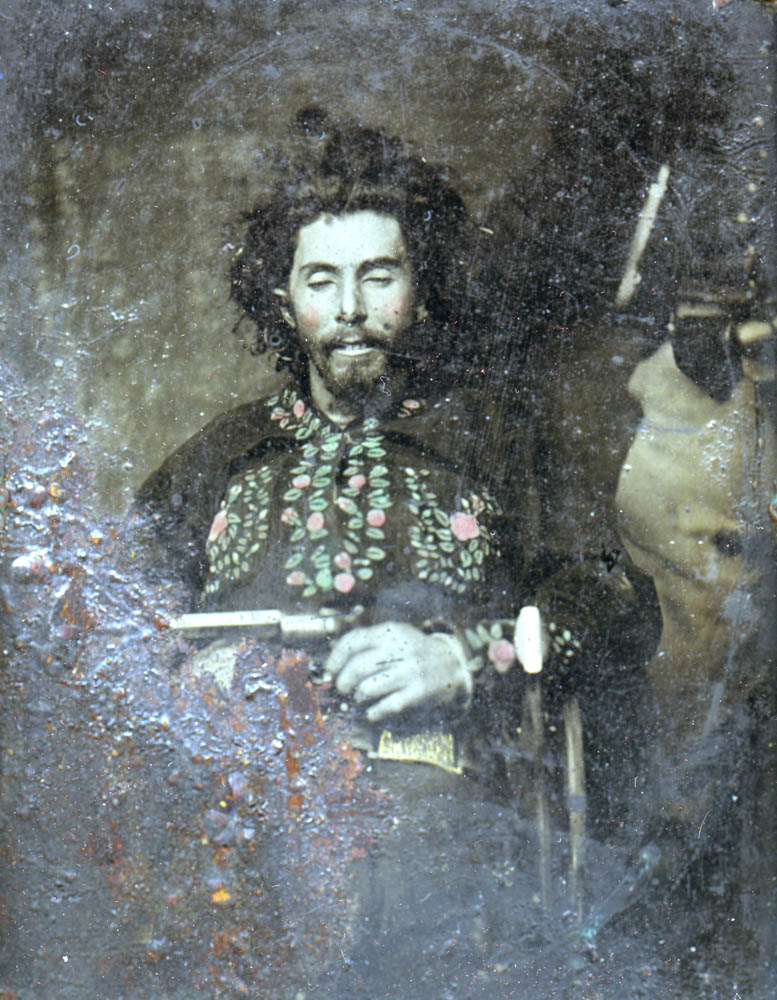
死から数時間経ったアンダーソンの遺体

北軍指導層はサミュエル・P・コックス中佐にアンダーソンを殺す任務を与え、1隊の熟練した兵士を付けた。アンダーソンがグラスゴーの町を離れてから間もなく、土地の女性がアンダーソンを見て、コックスにそのことを伝えた。10月26日、コックスは150名を率いてアンダーソン隊を追跡し、戦闘に入った。アンダーソン隊が突撃して北軍兵の5, 6人を殺したが、激しい銃火を浴びて後退した。他の兵が後退した後も、アンダーソンと、南軍の将軍の息子であるもう一人の兵士だけが攻撃を続けた。アンダーソンは耳の後に銃弾を受け、それが即死に繋がった可能性がある。この攻撃では他に4人のゲリラ兵が殺された。この勝利でコックスは英雄になり、昇進にも繋がった。
北軍兵はアンダーソンのポケットから出てきた手紙でアンダーソンを同定し、その体を持ってリッチモンドの通りを行進した。その遺体の写真が撮られ、アンダーソンの所持品と共に、土地の裁判所で大衆の閲覧のために展示された。北軍兵は、アンダーソンが53の結び目のある紐を所持していたのを見つけたと言った。これはアンダーソンが殺したそれぞれの人を象徴していた。北軍兵は、かなり作りの良い棺桶にアンダーソンの遺体を納め、リッチモンド近くの野原に埋めた。中にはアンダーソンの指輪を盗むためにその指を切断した者もいた。アンダーソンの墓には花が置かれたが、これは北軍兵を悔しがらせた。1908年、クァントリルの下に仕えた元ゲリラのコール・ヤンガーがアンダーソンの遺骸を埋め直し、さらに1967年、墓に記念碑が建てられた。
アンダーソンの死後は、アーチー・クレメントがゲリラ隊を率いたが、11月半ばには散り散りになった。この頃、冷たい冬になったことと、プライス将軍がミズーリ襲撃作戦に失敗してミズーリ州が北軍の支配下に残ったことで、南軍側ゲリラは意欲を失っていった。南軍が崩壊すると、アンダーソン配下の兵士はクァントリルの部隊に加わるか、テキサス州に移動した。アンダーソンの弟ジム・アンダーソンは2人の姉妹と共にテキサス州シャーマンに移動した。1868年、ジムは兄の未亡人と結婚した。

## 遺産
戦後にアンダーソンに関わる情報は当初、アマチュア歴史家によって戦闘員や労働者の記憶として広まった。後にはクァントリルの伝記に登場し、病的な殺人者として描かれることが多かった。1975年以降にアンダーソンに関する伝記が3件書かれた。アサ・アール・カーターの小説『反逆の無法者：ジョージー・ウェイルズ』ではアンダーソンが主人公になっている。1976年、この小説が映画『無法者ジョージー・ウェイルズ』に翻案され、北軍側襲撃者に妻が殺された後に、アンダーソン隊に加わった男を描いた。ジェシー・ジェイムズに関する幾つかの映画ではアンダーソンも登場している。
歴史家のアンダーソンに対する評価は様々である。ウッドは「アメリカで最も悲惨な戦争で、最も血に飢えた男」と表現し、この戦争の「人間性を失わせる力」が最もよく現れた例だと特徴付けた。カステルとグッドリッチはアンダーソンをこの戦争で最も野蛮かつ最も辛辣な戦闘員の一人と見たが、戦争が他にも多くの者を野蛮にしたとも主張している。ジャーナリストのT・J・スタイルズに拠れば、アンダーソンは必ずしも「嗜虐的な悪魔」ではないと主張し、如何に若者が戦中に「残虐行為の文化」の一部となるかを描き出した。アンダーソンの行動は、その残酷さがインディアンや外国人といったアメリカ社会から受け入れられる標的ではなく、同等な社会的立場にある白人アメリカ人に向けられたことも特に衝撃的なことに見られる要因になった。
19世紀の軍事史研究の中で、歴史家ジェイムズ・リードは、アンダーソンが被害妄想を患っており、それが彼の攻撃的、可逆的性格を悪化させたと推測している。彼は犠牲者に恐怖を与え苦しませる能力に取り憑かれ、またそれを大いに楽しんでいたと見ており、可逆的人格障害の最も厳しい症状を呈していたと示唆している。トルコの不正傭兵（バシ・バズーク）とアンダーソン隊の間の類似点を引き合いに出し、同じような振る舞いをしたと論じている。